# Isidro de Laporta
Isidro de Laporta, de la Porta o La Porta (1750-1808), fou un compositor i organista espanyol que publicà la majoria de les seves obres a Madrid, entre les que hi figuren: un fandango, acompanyat de sis tiranas, a solo i a duo, i dues tonadillas (gener de 1790): Dues sonates, quatre duos, un trio i sis minuets per a guitarra i baix (juny de 1790); diversos minuets, rondeaux i un divertimento a duo, per a guitarra (desembre de 1798); 12 contradanses de música molt agradable, amb l'explicació del ball, per a un o dos violins; 24 minuets a l'estil modern espanyol i portuguès, per a guitarra i baix; una sonata, composta de tres aires, també per a guitarra i baix (maig de 1799); sis grans rondeaux, així mateix per a guitarra i baix, titulats Las seis naciones (gener de 1800); un graciós i alegre fandanguillo sevillà, amb 42 variacions, per a guitarra sola (abril de 1800); una gran fantasia per a guitarra, composta de sis minuets, quatre contradanses, un alegro pastoral, amb variacions; un rondeaux i una marxa.